# Riccardoella limacum
Riccardoella limacum är en spindeldjursart som först beskrevs av Schrank 1776.  Riccardoella limacum ingår i släktet Riccardoella och familjen Ereynetidae. Inga underarter finns listade i Catalogue of Life.